# Luliang Air Base
Luliang Air Base är en flygbas i Kina. Den ligger i provinsen Yunnan, i den sydvästra delen av landet, omkring 97 kilometer öster om provinshuvudstaden Kunming. Luliang Air Base ligger 1 853 meter över havet.
Runt Luliang Air Base är det ganska tätbefolkat, med 179 invånare per kvadratkilometer. Trakten runt Luliang Air Base består i huvudsak av gräsmarker.
Genomsnittlig årsnederbörd är 1 103 millimeter. Den regnigaste månaden är juni, med i genomsnitt 271 mm nederbörd, och den torraste är januari, med 12 mm nederbörd.